# کایل دمپسی
کایل دمپسی (انگلیسی: Kyle Dempsey؛ زادهٔ ۱۷ سپتامبر ۱۹۹۵) بازیکن فوتبال اهل بریتانیا است.
از باشگاه‌هایی که در آن بازی کرده‌است می‌توان به باشگاه فوتبال هادرزفیلد تاون، باشگاه فوتبال پیتربورو یونایتد، باشگاه فوتبال کارلایل یونایتد، و باشگاه فوتبال فلیتوود اشاره کرد.